# (1982) Cline
(1982) Cline (1975 VA) ist ein Asteroid des Hauptgürtels, der am 4. November 1975 von der US-amerikanischen Astronomin Eleanor Helin im Palomar-Observatorium entdeckt wurde.
Benannt wurde der Asteroid noch in den 1970er-Jahren nach Edwin Lee Cline, einem Fahrzeugentwickler und Freund Eleanor Helins.